# Simon Hooglant
Simon Hooglant (også Samuel) (18. juni 1712 i København – 19. december 1789 sammesteds) var en dansk søofficer.
Han var søn af købmand Diderik Hooglant af København. 13 år gammel ansattes han som volontærkadet og for derefter på egen bekostning til søs med forskellige orlogsskibe. 1730 blev han fast kadet, var 1733 om bord i flagskibet Prinsesse Charlotte, hvor kongen komplimenterede ham for hans gode forhold og udnævnte ham til sekondløjtnant; senere avancerede han 1741 til premierløjtnant, 1743 til kaptajnløjtnant, 1750 til kaptajn, 1758 til kommandørkaptajn, 1766 til kommandør, 2 år senere til schoutbynacht, 1772 til viceadmiral og 1782 til admiral.
Efter nogle togter i Danmark fra gik han 1737 i hollandsk orlogstjeneste og fik 3 år senere ansættelse som næstkommanderende på det hollandske linjeskib Nassau; da chefen kort efter døde, beholdt Hooglant kommandoen, 28 år gammel. I Middelhavet bestod han en kamp mod 2 sørøverskibe, hvoraf han erobrede det ene; senere mistede han ved smitsom sygdom om bord næsten 200 mand af besætningen; ved hjemkomsten 1742 erholdt han af Generalstaterne 1600 Gylden i dusør. Samme år drog han tilbage til Danmark og blev 1745 chef for fregatten Hekla, der senere blev solgt til en privat købmand; Hooglant førte den til Middelhavet, førte underhandlinger på regeringens vegne med Dejen af Algier og kom hjem igen 1748. Straks derefter udsendtes han på ny med fregatten Fredensborg, men forliste ved Trondhjem; fik dog atter skibet bjerget og drog nu til Algier igjen. I Middelhavet erholdt han forstærkning af fregatten Falster o. fl., indledede underhandlinger med Marokko om oprettelse af en dansk Handelsplads og havde forskellige vanskeligheder at overvinde hermed. På dette togt hændte den ulykke, at Falster 1753 sprang i luften på Safis red, hvorved 130 mand tilsatte livet. Efter at have bragt fred og orden i forholdet til Marokko og Algier kom han hjem 1753 med fregatten Dokken.
I årene 1757-60 var han uafbrudt linjeskibschef. 1757 giftede han sig (for 2. gang) med Anna Kirstine Osterby. Da chefen for linjeskibet Grønland, L. H. Fisker, i 1760 var blevet opbragt af englænderne med sin konvoj i Middelhavet og i den anledning suspenderet, blev Hooglant over land sendt til Marseille for at overtage kommandoen. Efter forskellige andre chefskommandoer led Hooglant 1766 den skuffelse at blive forbigået til virkelig kommandør; han indgav et andragende om oprejsning, men erholdt den først ved forandringen i administrationen året efter. 1768 blev han bragt i forslag som deputeret i Admiralitets- og Generalkommissariats-Kollegiet, men da forholdet til Algier samtidig var blevet spændt, og en ekspedition under schoutbynacht Frederik Christian Kaas var mislykket, foretrak kongen at betro ham kommandoen over en eskadre, der skulle bringe denne stat til rolighed igen. Hooglant udførte hvervet, erholdt en kongelig tilkendegivelse af tilfredshed med hans konduite og udnævntes til Ridder af Dannebrog (1773) efter sin hjemkomst 1772. Samtidig forfremmedes han til viceadmiral. Sine sidste år henlevede han i ro og døde 19. december 1789. Han var frimurer.
Han er begravet i Christians Kirke (Frederiks tyske Kirke). Der findes en pastel i familieeje og en tegnet silhouet på Frederiksborgmuseet. Desuden portrætteret på Wilhelm von Haffners maleri 1781 af selskab på Christiansborg Slot (Rosenborg Slot). Posthumt stik.